# Aavilaid
Aavilaid, auch Havilaid, ist eine unbewohnte Insel, 30 Meter von der größten estnischen Insel Saaremaa entfernt. Die Insel liegt in der Landgemeinde Saaremaa im Kreis Saare. Sie liegt in der Bucht Udriku laht im Kahtla-Kübassaare hoiuala.
Aavilaid ist 580 Meter lang und 150 Meter breit.